# Californication (албум)
Californication је седми студијски албум америчког рок бенда Ред Хот Чили Пеперс. Издат је 7. јуна 1999. године. Продуцент албума је био Рик Рубин. Ово је био први албум групе након повратка гитаристе Џон Фрушантеа у бенд.

Californication је комерцијално најуспјешнији албум Ред Хот Чили Пеперс. У Сједињеним Америчким Државама је продат у више од 5 милиона, а у остатку свијета 15 милиона примјерака.

## Позадина
Гитариста Џон Фрушанте напушта бенд 1992. године за вријеме турнеје која је промовисала албум Blood Sugar Sex Magic. Бенду је требало више од годину дана да ангажује новог гитаристу. Дејв Наваро је позван да се придружи бенду након што је Арик Маршал, гитариста који је довршио турнеју након одласка Фрушантеа, добио отказ. 

## Писање и компоновање
Већина албума је писана у љето 1998. Кидис и Фрушанте су проводили дане заједно пишући пјесме и музику. Бас и завршни детаљи пјесама су додавани договором цијелог бенда и индивидуалног рата Флија и Чед Смита.
Текстови пјесама су настали по идејама Ентони Кидиса.

## Листа пјесама
1. Around the World
2. Parallel Universe
3. Scar Tissue
4. Otherside
5. Get on Top
6. Californication
7. Easily
8. Porcelain
9. Emit Remmus
10. I Like Dirt
11. This Velvet Glove
12. Savior
13. Purple Stain
14. Right On Time
15. Road Trippin'